# Кордильєра-Оксиденталь (Болівія)

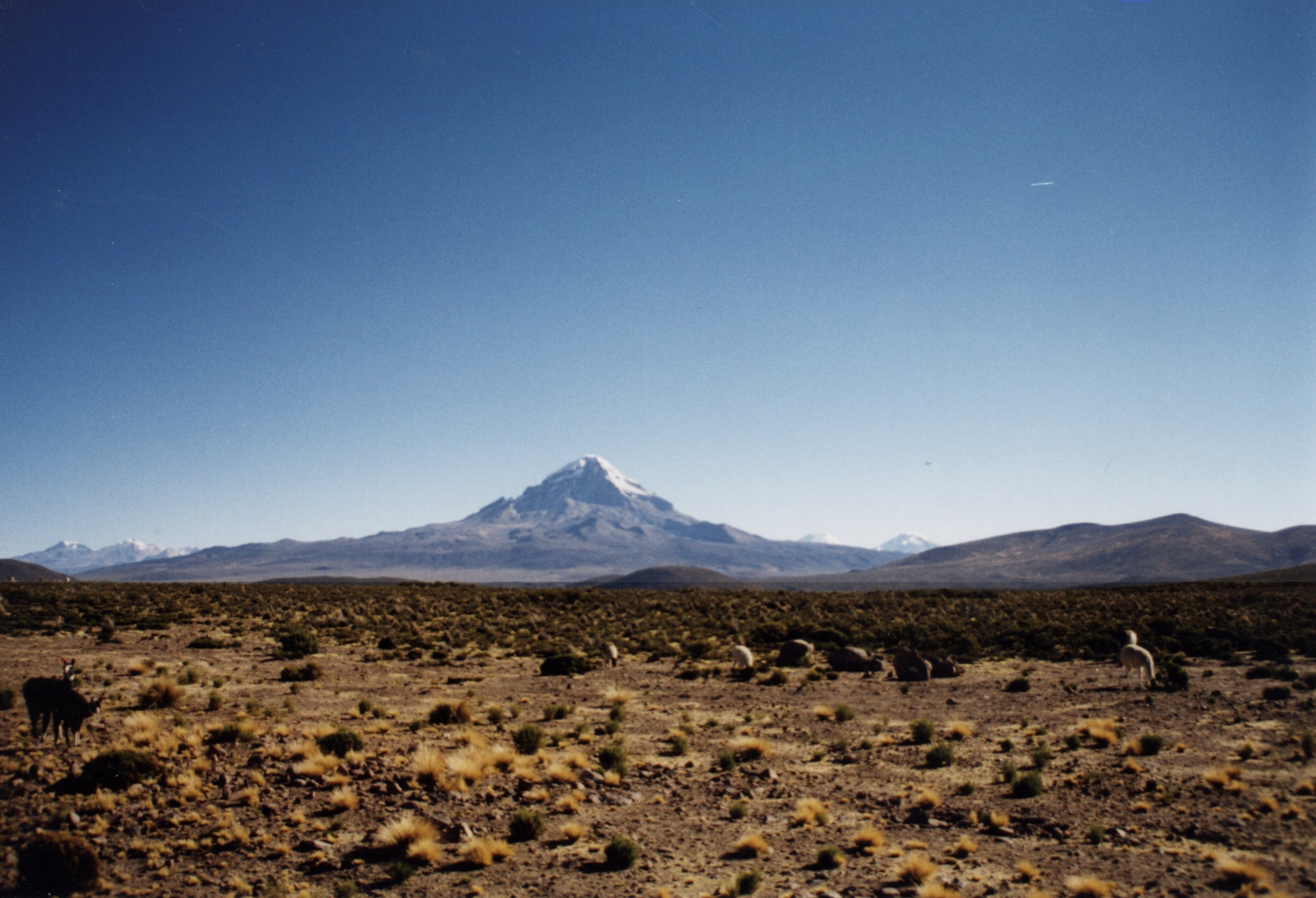
Гора Невадо-Сахама

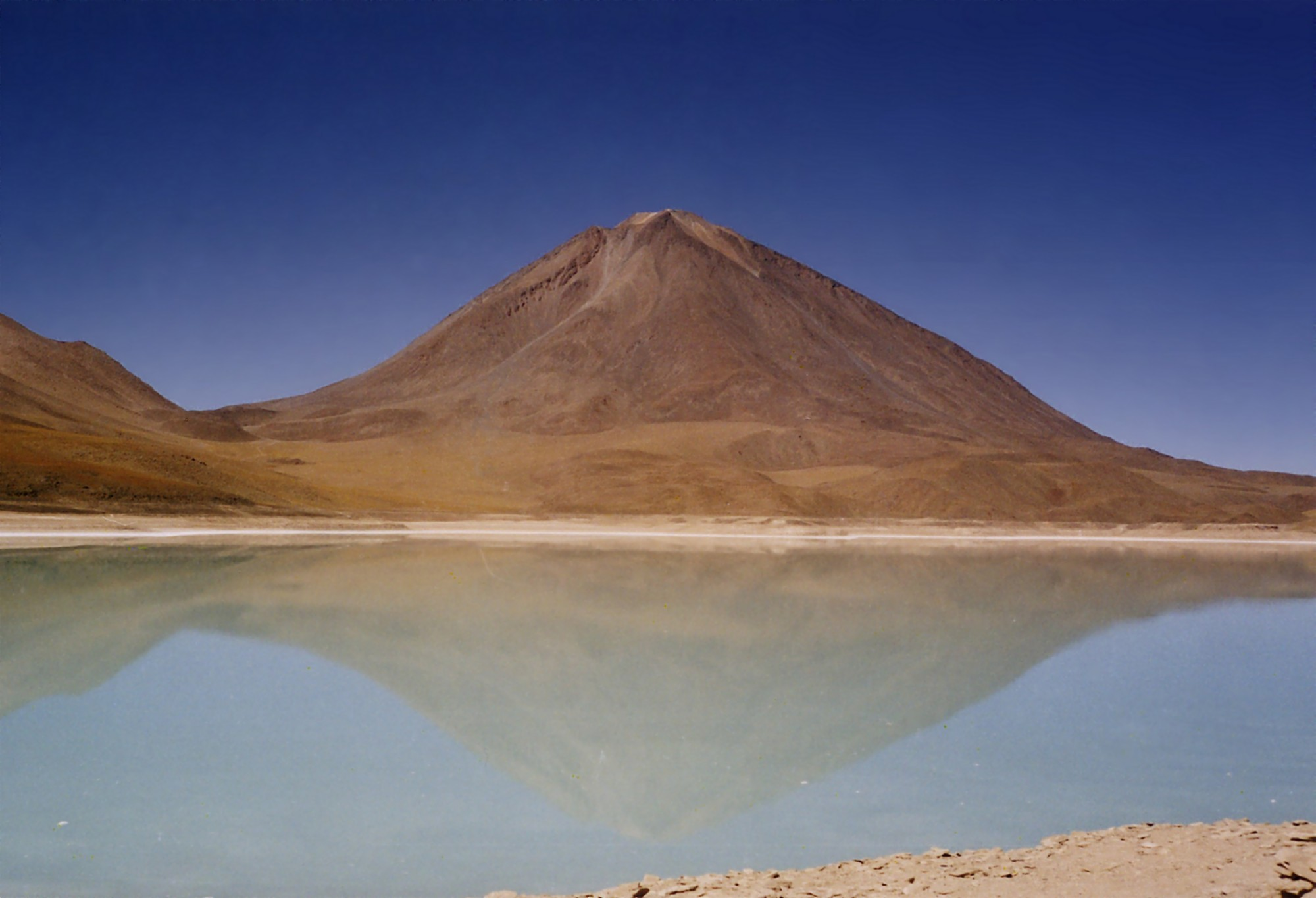
Гора Ліканкабур і озеро Лагуна-Верде

Кордильєра-Оксиденталь (ісп. Cordillera Occidental) — гірський хребет Анд в Болівії, що характеризується високою вулканчіною активністю та складає природний кордон Болівії і Чилі, починаючись на півночі з гори Хукурі та закінчуючись вулканом Ліканкабур. Клімат регіону холодний та несприятливий для рослинності і тваринного світу. Особливістю хребта є значні поклади мінералів, наприклад золота, срібла, міді та інших металів. Зазвичай хребет поділяють на три секції:
- Північна (Septentrional) — хребет, в якому знаходяться найвищі вершини Болівії, такі як Невадо-Сахама (6 542 м). Невада-Сахама вкрита постійним снігом та є сплячим вулканом.

- Центральна (Central) — хребет, розташований між солончаками Уюні і Койпаса. Найвища вершина — вулкан Ояґує, на кордоні з Чилі.

- Південна (Meridional) — хребет, що характеризується вулканічною активністю, піщаними бурями і туманом, тут розташований найактивніший вулкан у світі, Ліканкабур, висотою 5 920 м, та найвищі озера у світі, Лагуна-Колорада і Лагуна-Верде.